# Mario Gliozzi
degli scalmanati o dei rassegnati!»
(Norberto Bobbio)
Mario Gliozzi (Ardore, 24 marzo 1899 – Torino, 9 giugno 1977) è stato un fisico e storico della scienza italiano.

## Biografia
Fu il quarto dei nove figli di Ettore e Giuseppina Zappia. Compì gli studi elementari e superiori in Calabria e, dopo aver partecipato come volontario alla prima guerra mondiale, nel 1918 si iscrisse all'Università "La Sapienza" di Roma. Nel 1922 conseguì la laurea in ingegneria industriale presso il Politecnico di Torino, dove tutta la famiglia si era intanto trasferita, mentre l'anno successivo conseguì la laurea in fisica all'Università di Torino. Nel 1925, vincitore di concorso per l’insegnamento di matematica e fisica nei licei, iniziò la sua attività di insegnante al liceo di San Demetrio Corone, in Calabria, dopo aver rinunciato a un'offerta di lavoro come ingegnere negli Stati Uniti d'America. Insegnò poi a Pesaro, Chieri e infine, dal 1934, al liceo classico Cavour di Torino. Fu ricercatore e studioso di storia della fisica e della scienza. Ottenuta inoltre la libera docenza, tenne anche alcuni corsi di insegnamento universitario a Torino. Scrisse vari libri di testo di fisica e matematica per i licei e le scuole medie superiori, perlopiù editi dalla Società Editrice Internazionale. Si spense a Torino il 9 giugno 1977; il cimitero monumentale di Torino lo ricorda tra i personaggi legati alla scienza.

### L'antifascismo e la difesa della scuola pubblica
Assieme alla moglie Ada Marchesini (detta Dadi, sorella della pittrice Nella e della saggista Maria Marchesini) partecipò alla lotta antifascista, militando nei comitati clandestini per la scuola e successivamente nel Partito d'azione.
Mario Gliozzi si impegnò nella difesa e nella valorizzazione della scuola pubblica: nell'agosto del 1945 venne nominato provveditore agli studi (reggente) di Cuneo; fu presidente della Federazione nazionale degli insegnanti (FNISM), fondata da Gaetano Salvemini, e ne diresse per oltre vent'anni il periodico L'Eco della scuola nuova. Dal 1948 al 1962 fu membro del consiglio superiore del Ministero della pubblica istruzione, e nel 1961 fu tra i fondatori dell'Associazione per l'Insegnamento della Fisica.

### L'opera di storico della scienza
Fu allievo e amico del matematico Giuseppe Peano, divenne segretario dell'Academia pro interlingua e nell'agosto del 1933 fu invitato a Varsavia al "Congresso internazionale di scienze storiche", entrando così in contatto con l'ambiente storico-scientifico internazionale. Nel 1935 ottenne la nomina a membro corrispondente dell'Académie internationale d'histoire des sciences di Parigi e, successivamente, nel 1948, ne divenne membro effettivo.
Una delle prime note di Mario Gliozzi, intitolata Precursori del sistema metrico decimale e nella quale rintraccia la definizione del metro quale unità di misura per prima enunciata da Tito Livio Burattini, fu presentata da Giuseppe Peano all'Accademia delle Scienze di Torino.
Le ricerche storiche di Gliozzi comprendono una sessantina di articoli e saggi, quattro trattati di storia delle scienze, tre raccolte antologiche di scritti di scienziati, nonché una trentina di voci per il Dizionario biografico degli italiani dell'Enciclopedia Treccani (tra le quali, lo studio seminale su Stefano degli Angeli), alcuni capitoli per opere collettanee ed enciclopedie (tra cui l'Enciclopedia delle matematiche elementari e complementi), e molteplici recensioni e resoconti di convegni e congressi. Il suo primo scritto del 1934, Storia dell'elettricità e del magnetismo dalle origini fino all'invenzione della pila, vinse un premio dell'Accademia Nazionale dei Lincei e costituì il punto di partenza per la pubblicazione dell'opera Storia dell'elettrologia fino a Volta edita nel 1937. L'opera più consistente cui si dedicò fino agli ultimi giorni della sua vita è la Storia della Fisica, uscita postuma nel 2005.

## Opere principali
- Mario Gliozzi, Elementi di fisica. Per i licei classici, Torino, Società Editrice Internazionale, 1931, OCLC 635991021, SBN RML0120026.
- Mario Gliozzi, Storia dell'elettrologia fino al Volta, 2 voll., Napoli, Loffredo Editore, 1937, OCLC 781446212, SBN CUB0317759.
- Galileo Galilei, Antologia delle opere maggiori,[10] a cura di Mario Gliozzi, Napoli, Luigi Loffredo Editore, 1938.
- Ugo Cassina e Mario Gliozzi, Interlingua. Il latino vivente come lingua ausiliaria internazionale. Grammatica-antologia, 1ª ed., Milano, Edizioni Le Lingue estere, 1938, OCLC 41879411, SBN CUB0169248.
- Mario Gliozzi, Geometria per la scuola media, Torino, SEI-Società Editrice Internazionale, 1941.
- Mario Gliozzi, Geometria per i licei, Torino, SEI-Società Editrice Internazionale, 1946.
- Alessandro Volta, Opere scelte, a cura di Mario Gliozzi, Torino, UTET, 1967, OCLC 65758531, SBN IEI0020216.
- Mario Gliozzi, Storia della fisica, a cura di Alessandra e Ferdinando Gliozzi, Torino, Bollati Boringhieri, 2005, ISBN 9788833916118.